# Кремінярівська Марія Антонівна
Марія Антонівна Цимбалюк, у шлюбі Кавун, відома як Кремінярівська, 20 жовтня 1902, м. Почаїв, нині Кременецького району Тернопільської області — 3 січня 1999 (за іншими даними 4 грудня 1998), м. Ошава, Канада) — українська письменниця, громадська діячка.

## Життєпис
Закінчила у місті Кременець українську гімназію (1921), торговельно-кооперативні курси.
1939 року Марію Кремінярівську заарештували органи НКВС; у 1940—1947 відбувала ув'язнення в Казахстані.
Повернувшись 1947 року до Кременця, працювала бухгалтеркою. У 1949—1953 — на спецпоселенні у Красноярському краї (нині РФ). Після повернення — на різних роботах.
1975 виїхала до Австралії, згодом — до Канади. Проживала у місті Ошава поблизу міста Торонто.
Реабілітована 1989 року.

## Творчість
Авторка 3-х книг під загальною назвою «Оповідання про Надюсю»; прототип героїні — донька Надія. Із них вийшли друком у Кременці «У рідному місті» (1936) та «Надюся у Львові» (1938).
Видала автобіографічні книги «Вівці, вовки і люди» (Торонто, 1989), до якої окремими розділами увійшли «Оповідання про Надюсю»; інші розділи — «У тюрмі», «Лагер», «Додому! Додому!»